# إشبورن-فرانكفورت 2015
إشبورن-فرانكفورت 2015 (بالإنجليزية: 2015 Eschborn-Frankfurt City Loop)‏ هو سباق دراجات هوائية أقيم بتاريخ 1 مايو 2015، تكون السباق من مرحلة واحدة وامتدّ لمسافة 205 كم.

## الكشف عن مخطط إرهابي
أعلنت السلطات المحلية عن إلغاء السباق يوم 30 أبريل 2015 وهو اليوم الذي يسبق يوم إقامة السباق بسبب «دلائل على تهديد محتمل للسكان». تم القبض على زوجين وُصِف أحدهما بـ«المتطرف الإسلامي المشبوه» في اليوم السابق لذلك بمنزلهما في بلدة أوبرأورزل الواقعة على الطريق المار بالسباق. وتم التعرف على الزوجين وهما هليل د. البالغ من العمر 35 عاماً وهو مواطن ألماني من أصل تركي وسيناي د. البالغة من العمر 34 عاماً التي يعتقد أنها مواطنة تركية.
تم العثور على مواد مختلفة في منزلهما التي تضمنت قنبلة الأنابيب محلية الصنع ومواد مخصصة لصنع القنابل وبندقية آلية وذخيرة بازوكا وخزان مليء بالبنزين.

## وصلات خارجية
- الموقع الرسمي